# Ancita niphonoides
Ancita niphonoides är en skalbaggsart som först beskrevs av Francis Polkinghorne Pascoe 1863.  Ancita niphonoides ingår i släktet Ancita och familjen långhorningar. Inga underarter finns listade i Catalogue of Life.